# 精米機

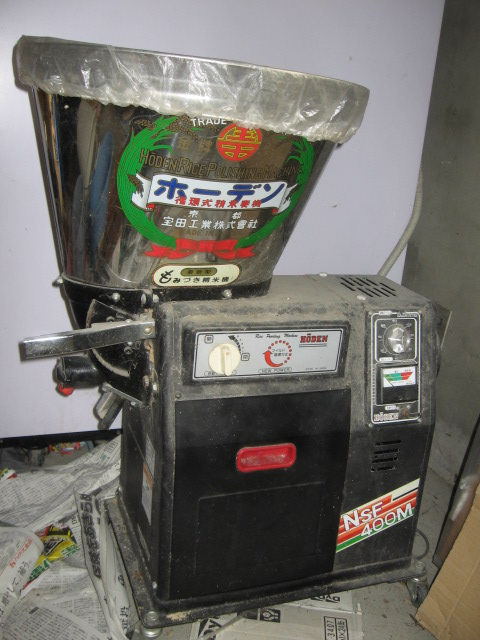
循環式精米機

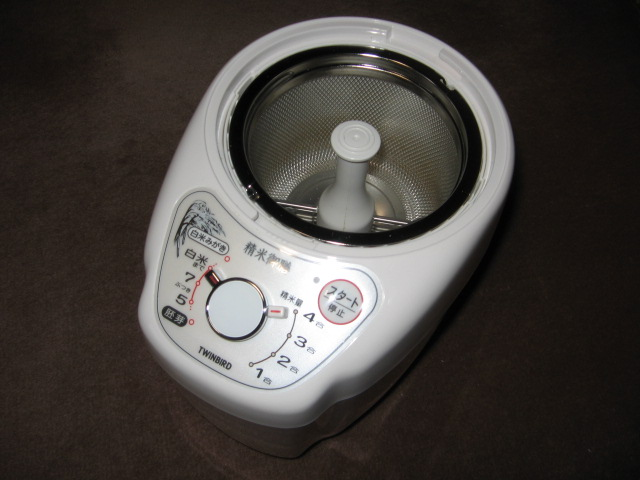
家庭用撹拌式精米機

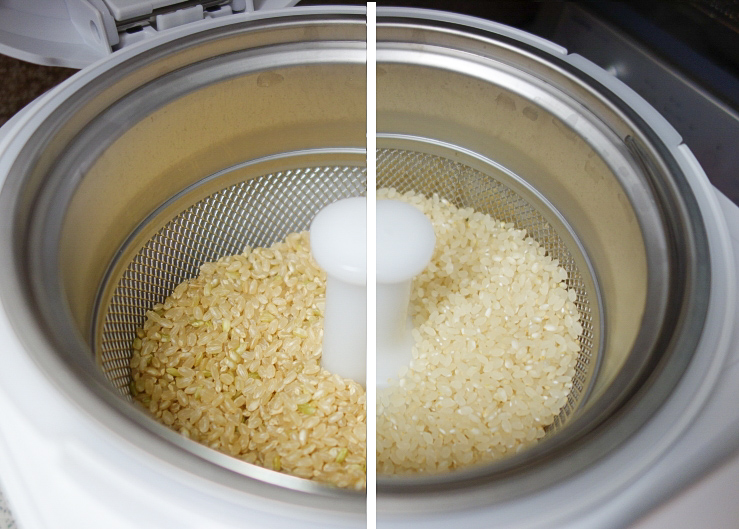
左）精米前 右）胚芽米精米後

精米機（せいまいき）とは、玄米または籾から糠（ぬか）を取り除いて白米にする（つまり精米）ために用いる農業機械である。現在は小型の家庭用も利用されている。

## 概要
糠を取り除いて白米にする作業工程は「精白」と呼ばれる。一般の食料用（飯米用）に生産された玄米を精白する主な目的は、米の消化吸収を助け、味を良くするためである。玄米の外周部分約7%から10%を削り落とすので、実際の白米は精米歩合が90%から93%程度となる。
一方、酒造用に使用する米も精白されるが、その目的は食料用の場合と異なり、口当りが良くて雑味のより少ない酒を醸造するためである。精米歩合はさらに低くなる（精米歩合は白米の玄米に対する割合で、低い方が白米純度が高い）。
精米機や精麦機など穀類一般を精製するための機械を「精穀機」という。

## 種類

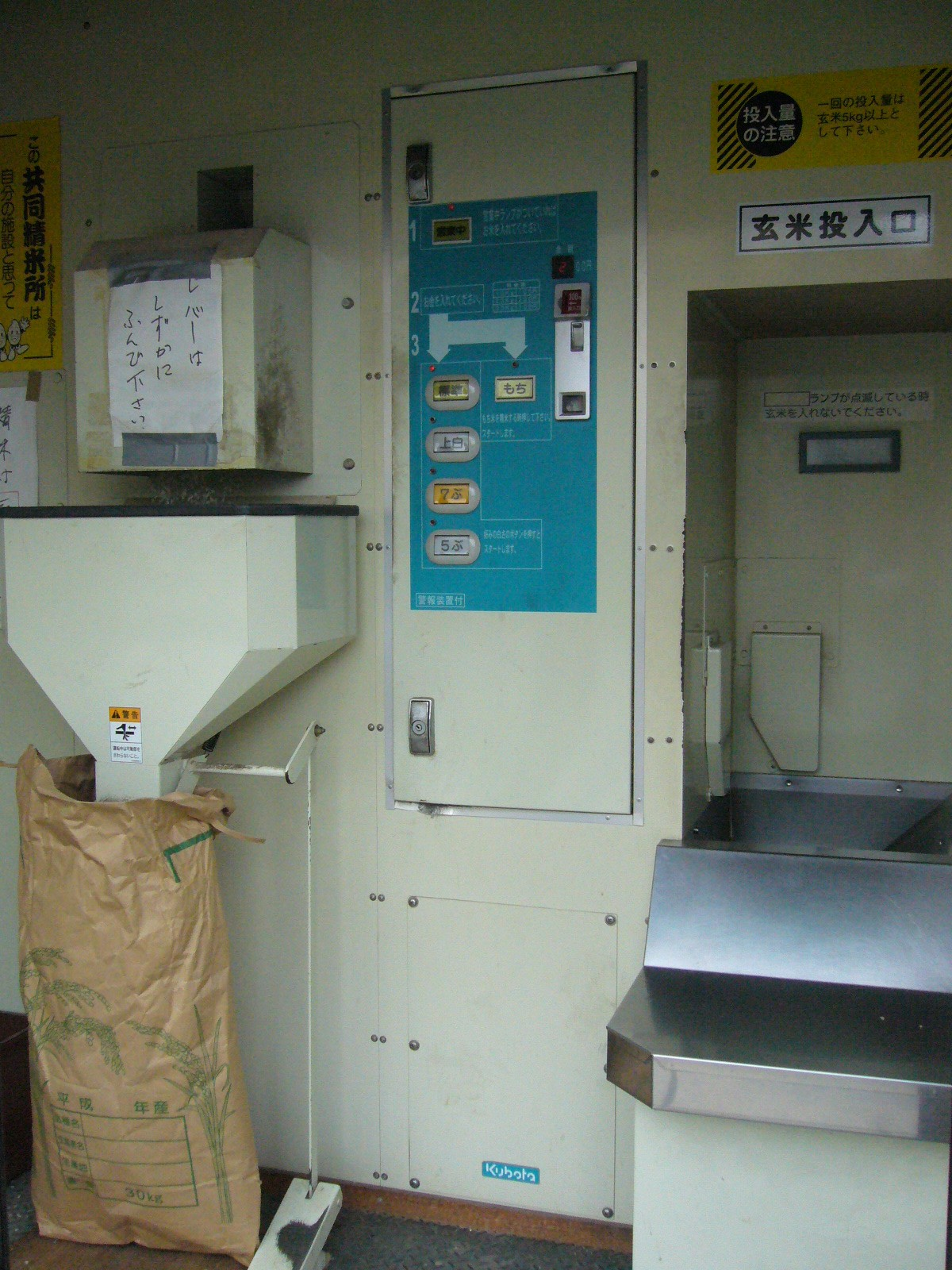
コイン精米機（右の玄米投入口に玄米を入れ、硬貨を入れて好みの白さのボタンを押すと精米が始まり、左からコメが出てそれを袋に落とす。おおむね玄米からは10kg100円、籾米からは6kg100円。）

### 構造上の区分
その構造から見た場合、次の種類がある。

#### 摩擦式精米機
これは、主に玄米相互間に作用する摩擦力によって玄米の糠を除去する方式である。
循環式精米機
上部に備え付けられたロート状のタンクに玄米を入れ、タンク下部にあるローラー（回転刃）が糠を除去する。タンクの下部では玄米に掛かった圧力を利用して糠を削ぎ落とす。研磨の工程で一定の圧力を掛ける必要があるため、一度の作業で1斗（15キロ）ないし2斗の玄米を投入するようになっており、少量の玄米を精白する用途には向かない。適正な圧力が掛かっているかどうかを「圧力メーター」（圧力チェッカー、または抵抗メーターとも呼ばれる）で確認できるようになっているものが多い。1度の研磨では糠を完全に除去することができないため、タンク内で循環させながら複数回に渡って研磨を行う。例えば、1斗の玄米を精白するのに要する時間は、約40分前後である。研削式精米機に比べると、米粒が砕ける心配がなく、熱の発生が少ないため品質の低下もあまりない。籾から直接精米できるタイプの機種も多い。
撹拌（かくはん）式精米機
精米カゴ（ホッパー）の中でかくはん棒（あるいは羽根）が回転することによって、玄米同士や玄米と精米カゴを摩擦させて精米する方式である。近年登場した小型の家庭用精米機に採用されている方式であり、一度に精米できる容量が主として1合〜5合程度という非常に容量の少ないもので、家庭でその都度利用したい場合向きである。

#### 研削式精米機
これは、摩擦式のように大きな圧力をかけず、表面が砥石状のロールで研磨することによって玄米の糠を除去する方式である。
縦型精米機
これについては、縦型精米機の項目参照のこと。
横型精米機
米穀店（米屋）などの業者が広く利用している精米機である。研削ローラーが横方向に取り付けられており、1度の研磨で糠を落とすことができるため、精米に要する時間が短時間で済むという利点がある。1回通し式精米機と称されることもある。構造が簡単で、小型化が容易なため、最近は家庭用の小型精米機も市販されるようになった。今日発売されている家庭用精米機の中には、無洗米コースを備えた機種さえ存在するようになっている。精米したばかりの米が美味しいということで、都市部の消費者がこの小型精米機を購入する例が増加している。なお、籾から直接精米できるタイプの機種は少ない。

### 利用形態による区分

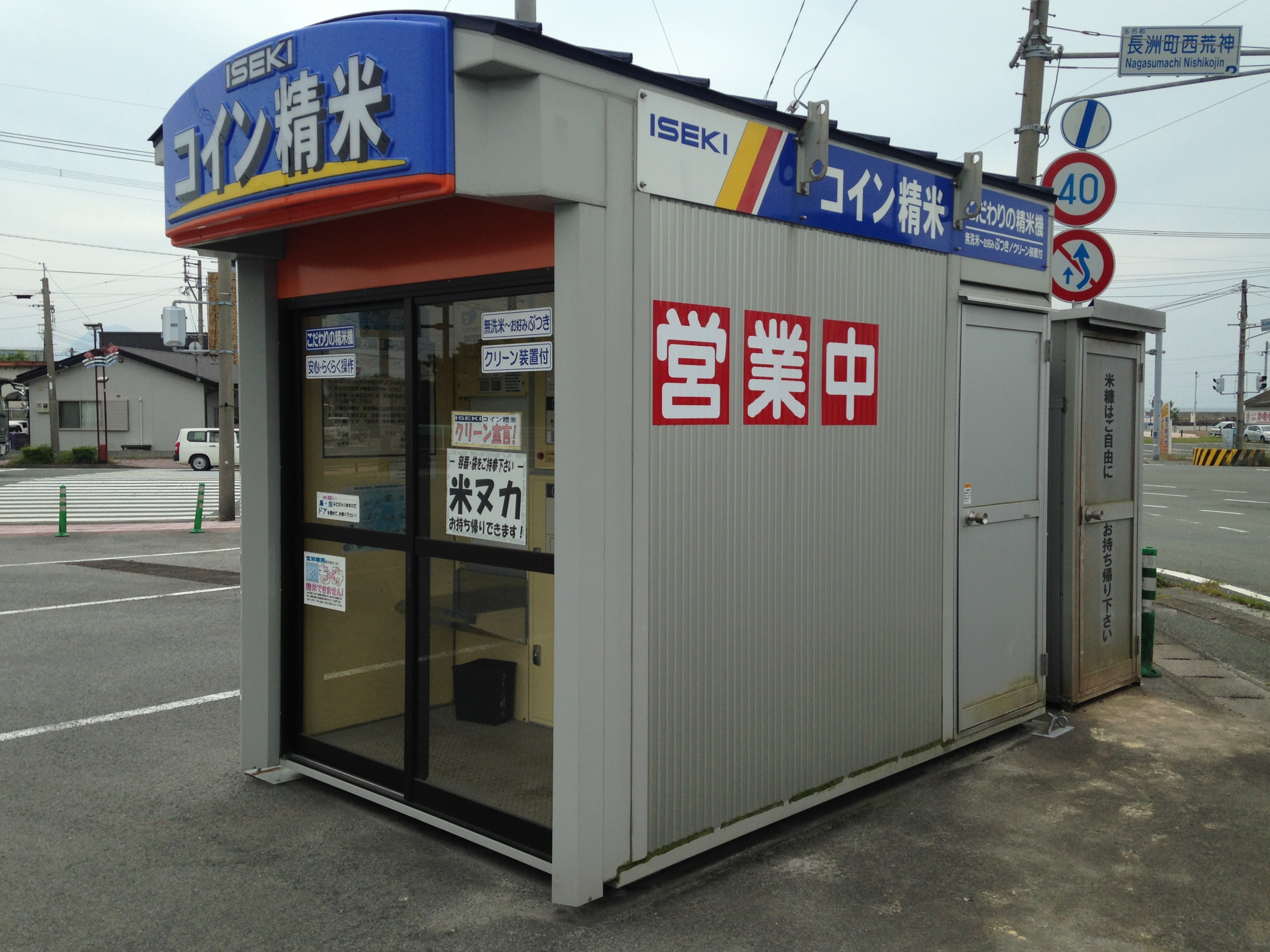
コイン精米機の外観（井関農機製）

コイン精米機
利用形態から見た場合に、コイン精米機がある。コインランドリーのごとく、硬貨を投入することで一定時間稼動する仕組みを備える。生産地である穀倉地帯に限らず、消費地の都市部にも多数分布し、風雨を避ける小屋の中へ設置される。キログラム単位で精米するため、米の運搬に用いられる利用者の自動車が停められる駐車場が併設されることが多いが、街道脇に独立して設置する例のほかに、農協、スーパーマーケット、ホームセンターなどの既存の駐車場の一角に精米所を設置する例も多い。精米機の裏手にドアがあり、そこから精米時に出る米ぬかを自由に持ち帰ることができる。
玄米を入手した一般消費者のほかに、稲作農家も利用する。農家の場合は出荷先がライスセンターとなり、出荷に際して精米不要となった背景から精米機を持たない農家も多く、自家消費米の精米に利用する。
なお、日本では収穫直後に玄米に加工する場合が多いため、籾米に対応した精米機はごく稀である。
騒音が大きいため、深夜は稼働しないものが多い。
業務用精米機
米穀店が業務用で精白するための大型・高能率な精米機。
農家用精米機
主に稲作農家が自家飯米用に利用する、業務用精米機と家庭用精米機の中間程度の機種。
家庭用精米機
家庭でその都度精米できるように作られた小型の精米機。
もっとも、農家用精米機と家庭用精米機は相対的な区分でしかない。ライスセンターへ出荷する生産農家の場合、それほど大きな精米機を必要とする事情がないことも多く、上述のようにコイン精米機に頼ることもある。